# La-Marseillaise-Bataillon

Flagge der Interbrigaden

Das La-Marseillaise-Bataillon war ein französisches Bataillon der Internationalen Brigaden im Spanischen Bürgerkrieg. Es wurde nach der Nationalhymne der Französischen Republik benannt. Es war ein Bataillon der XIV. Internationalen Brigade. Das Bataillon erhielt später nach einer Meuterei den Namen Ralph-Fox-Bataillon. Die Geschichte dieses Bataillons ist gänzlich verwischt, obwohl die XIV. Internationale Brigade später den Ehrennamen Marseillaise erhielt.

## XIV. Internationale Brigade
Die  XIV. Internationale Brigade wurde am 10. Dezember 1936 in Albacete, dem zentralen Stützpunkt und Ausbildungslager der Internationalen Brigaden, formiert. Das La-Marseillaise-Bataillon erhielt dabei die Bezeichnung No 12. Außerdem wurde das Neun-Nationen-Bataillon, das Vaillant-Couturier-Bataillon und das Henri-Barbusse-Bataillon in die XIV. Internationale Brigade eingruppiert. Kommandiert wurde die XIV. Internationale Brigade von dem Polen General Walter. Den Führungsstab übernahm der Italiener Aldo Morandi. Politischer Kommissar war der Engländer Ralph Fox Cornford, später der Franzose André Heusler. Zum Ende des Jahres 1936 wurde dem französischen La-Marseillaise-Bataillon eine rein britische Kompanie zugeteilt.

### Provinz Córdoba
Die XIV. Internationale Brigade fuhr am 24. Dezember 1936 mit der Bahn nach Andújar in der Provinz Jaén ohne das Neun-Nationen-Bataillon. Dieses Bataillon war der XIV. Brigade schon vorausgeeilt. Beim Vormarsch des Neun-Nationen-Bataillons über die Straße von Andújar nach Villa del Rio wurde das Bataillon von Nationalisten kurz vor Villa del Rio angegriffen und eingekesselt. Ab dem 25. Dezember 1936 bezog die XIV. Internationale Brigade mit dem La-Marseillaise-Bataillon, dem Vaillant-Couturier-Bataillon und dem Henri-Barbusse-Bataillon Stellungen vor Villa del Río und Lopera.
Die Brigade versuchte mit dem La-Marseillaise-Bataillon am 28. Dezember 1936 das Dorf Lopera einzunehmen. Die britische Kompanie des La-Marseillaise-Bataillons war die am stärksten betroffene Einheit. Von den 145 Brigadisten der Kompanie fielen 78. Nach diesen Scheitern erschien André Marty im Hauptquartier und ließ den Kommandanten des La-Marseillaise-Bataillons, Major Gaston Delasalle, vor ein Kriegsgericht stellen. Er wurde wegen Spionage verurteilt und erschossen. Nach der Liquidierung von Gaston Delasalle wurde der Brite George Montague Nathan Kommandeur der britischen Kompanie.
Durch das Vorrücken der Brigade auf die Orte Villa del Rio und Porcuna gelang es dem Neun-Nationalitäten-Bataillon sich abzusetzen. Die XIV. Brigade bezog nach der Stabilisierung der Front Stellungen bei Porcuna.

### Schlacht um die Straße nach La Coruña
Die XIV. Internationale Brigade wurde am 7. Januar 1937 nach Galapagar  beordert, um in die Schlacht um die Straße von Madrid nach La Coruña einzugreifen. Am 11. Januar verließ die Brigade ihre Stellungen in der Sierra de Guadarrama und eroberte Ortschaften am Vieja.

## Schlacht am Jarama
16. Februar kämpfte die XIV. Internationale Brigade in der Schlacht am Jarama. Die Brigade wurde bei Loeches, nordöstlich von Arganda del Rey eingesetzt.

## Toledo
Im Mai 1937 kämpfte die XIV. Internationale Brigade bei Toledo, wo sie den Vormarsch der Faschisten stoppte. Nach diesem Erfolg war die Brigade an einem Angriff auf La Granja beteiligt. Ihre Aufgabe war es, die stark verteidigten Stellungen des Cerro del Puerco nehmen, aber der Beschuss durch Artillerie verhinderte jeden Versuch diese Stellungen einzunehmen. Innerhalb von zwei Tagen griff die Brigade vier Mal an. Vor dem vierten Angriff kam es zu einer Meuterei. Hierauf wurden fünf Brigadisten nach dem Zufallsprinzip ausgewählt und liquidiert. Bei den vier Angriffen starben an die 900 Brigadisten.
Aufgrund der hohen Verluste nahm die XIV. Internationale Brigade nicht an der Schlacht von Brunete teil. In einer Ruhepause bis Anfang Oktober, an einem ruhigen Frontabschnitt von Sanata Maria de la Alameda nahe El Escorial, wurde die Brigade konsolidiert.

## Ralph-Fox-Bataillon
Bei der Konsolidierung wurde dem La-Marseillaise-Bataillon der Name im Mai 1937 aberkannt. Das Bataillon erhielt den Namen Ralph-Fox-Bataillon. Namensgeber war Ralph Fox Cornford. Er war der erste Politkommissar des La-Marseillaise-Bataillons und fiel am 3. Januar 1937 am Frontabschnitt Villa del Rio bis Porcuna in der Provinz Córdoba.
Das Ralph-Fox-Bataillon wurde am 23. Februar 1938 aufgelöst.